# Gemengd dubbel (stripreeks)
Gemengd dubbel is een Nederlandse stripreeks die werd geschreven door Jan van Die en getekend door Gerard Leever.

## Inhoud
De reeks draait rond de belevenissen van een multicultureel gezin. De gezinsleden van Gemengd Dubbel zijn: vader Anton, moeder Rosita, dochter Rox, zoon Reggi en hun hond Animo.

## Publicatiegeschiedenis
De verhalen verschenen van 1997 tot 2005 in de omroepgids TrosKompas. Van 1998 tot en met 2001 werden ook drie albums als gewone en luxe-editie uitgegeven bij de uitgeverij Divo, de uitgeverij van Jan van Die. In 2010 verscheen het eerste album in digitale vorm voor de Ipad en Iphone. 

## Albums
1. Piercings en punaises (Divo, 1998) + luxe-editie
2. Hollandse zomers (Divo, 1999) + luxe-editie
3. Min acht (Divo, 2000) + luxe-editie in 2001